# Stanisław Kazuro

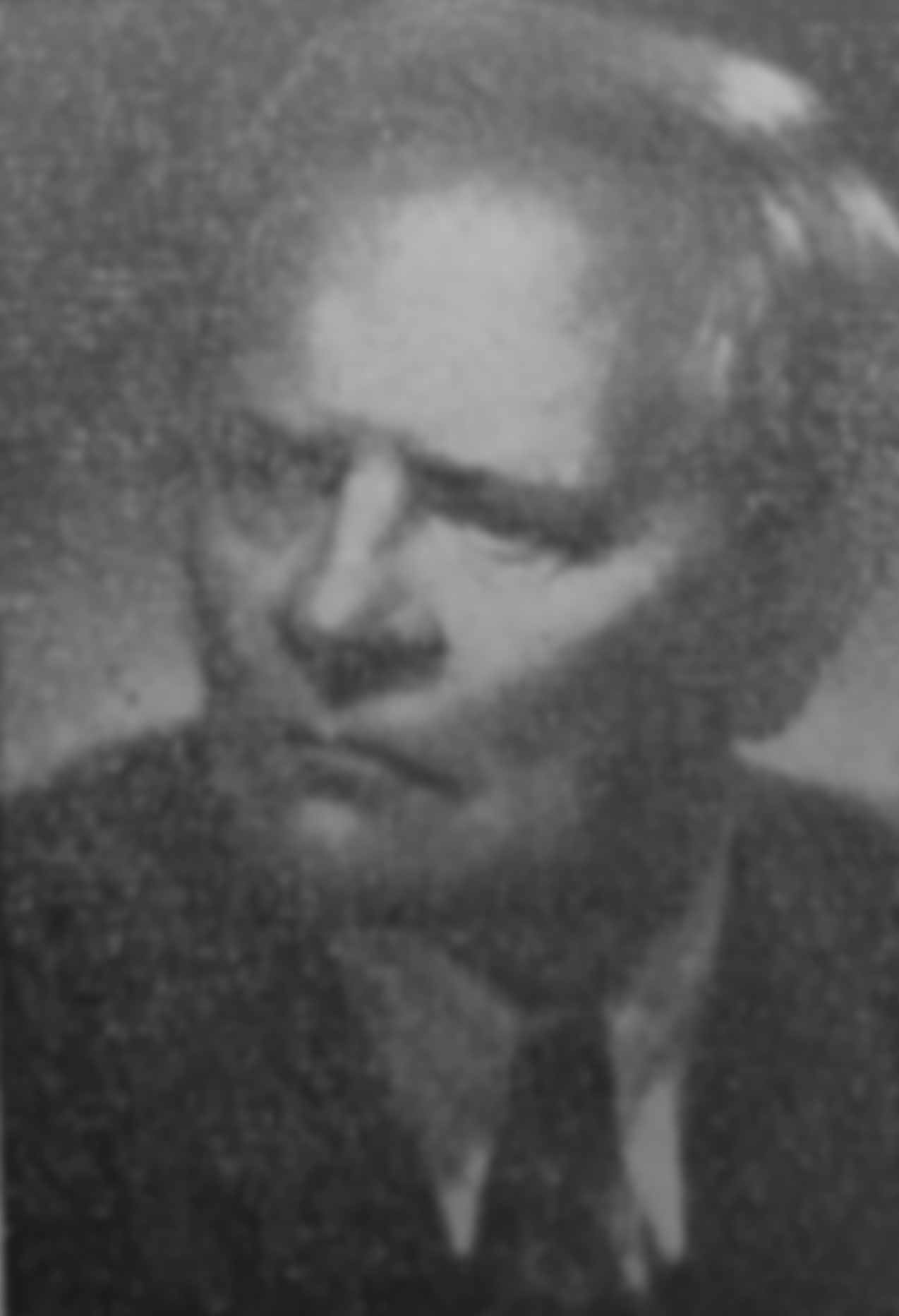
Stanisław Kazuro

Stanisław Kazuro (* 1. August 1881 in Teklinapol; † 30. November 1961 in Warschau) war ein polnischer Komponist.

## Leben
Kazuro studierte an der Warschauer Musikhochschule bei Zygmunt Noskowski und Mieczysław Surzyński, an der Accademia di Santa Cecilia in Rom bei Giovanni Sgambati und in Paris bei Vincent d’Indy. Hier hörte er an der Sorbonne auch Vorlesungen zur Musikgeschichte und Philosophie.
1914 kehrte er nach Warschau zurück und wurde Organist an der Dreifaltigkeitskirche. Zugleich organisierte er die Opere Ludowa der Christlichen Arbeiterjugend. Ab 1916 war er Dirigent der Warschauer Philharmonie. Zugleich gründete er einen Chor, mit dem er Werke polnischer und italienischer Komponisten des 16. und 17. Jahrhunderts aufführt.
Von 1917 bis 1939 war Kazuro Professor für Solfège am Warschauer Konservatorium, wo er außerdem Dirigieren, Kontrapunkt und Gesang unterrichtete. 1920 nahm er als Offizier am Polnisch-Sowjetischen Krieg teil. 1922 gründete er aus Studenten der Warschauer Universität die Polska Kapela Ludowa, einen Chor, mit dem er Tourneen durch Polen unternahm und mehrere Platten aufnahm.
1927 etablierte Kazuro am Warschauer Konservatorium eine musikpädagogische Fakultät. 1930–31 war er Direktor des Seminars für Musiklehrer. Während des Zweiten Weltkrieges betrieb er in Warschau ein geheimes Konservatorium. Nach der Niederschlagung des Warschauer Aufstandes übersiedelte Kazuro nach Krakau. 1945 leitete er den Wiederaufbau des Warschauer Konservatoriums, das 1946 unter dem Namen Państwowa Wyższa Szkoła Muzyczna neu gegründet wurde und dessen Rektor er bis 1951 war.
Neben seinen Kompositionen veröffentlichte Kazuro mehrere Lehrbücher. Er verfasste selbst das Libretto zu seiner Oper Powrót und schrieb einige literarische Werke, darunter den Roman Profesor Zubrewicz i jego trzej wychowańcy (1926).

## Kompositionen

### Orchesterwerke
- Młodość, sinfonische Dichtung
- Smutna ziemia, echo leśne, z pól i łąk, sinfonisches Triptychon
- Suita mazurków
- Rapsodia polska
- Obrazek wiejski
- Nad morzem
- Chorał nocy
- Dziewiczy wieczór
- Echa z Tatr
- Dwanaście miniatur
- Dwa krakowiaki
- Dwa hymny
- drei Violinkonzerte, 1951–53
- Koncert na klarnet i orkiestre, 1953
- Wariacje für Klarinette und Streichorchester, 1955

### Kammermusik
- Preludium i fuga für Violine, Viola und Klavier
- Dwadzieścia dwie inwencje für Flöte, Oboe und Klarinette
- Inwencje 3-głosowe für drei Violinen
- Dziesięć inwencji 2-głosowych für Klavier

### Vokalwerke
- Adagio für konzertierende Stimme und Streichorchester
- Paki, Suite für Solostimme, Chor und Orchester
- Tuberozy, Suite für Solostimme, Chor und Orchester
- Suita legionowa für Solostimme, Chor und Orchester" für Solostimmen, Chor und Orchester
- Lot, Oratorium
- Świt, dzień i zachód, Kantate, 1911
- Bajka, Oper, 1914
- Symfonia "Wiosna" für Sopran, Chor und Orchester, 1919
- Słonce, Oratorium, 1929
- Powrót, Oper, 1934
- Suita taneczna für Chor und Orchester, 1936
- Morze, Oratorium, 1937
- Moja pieśń wieczorna, Oratorium, 1938
- Pieśni żołnierza polskiego für Chor a cappella
- Nad wielkim morzem für Chor a cappella
- Pieśni o ziemi i morzu Italii für Chor a cappella
- Raptularzyk szkolny pieśni okolicznościowych für Chor a cappella
- Piętnaście polskich pieśni ludowych für Chor a cappella
- Dwanaście białoruskich pieśni ludowych für Chor a cappella

## Schriften
- Nauka śpiewu - metodyka(Warschau 1920)
- Co to jest solfeggio (Warschau 1925)
- Polska pieśń ludowa i jej znaczenie dla kultury narodowej (Warschau 1925)
- Drogi rozwoju słuchu muzycznego (Warschau 1927)

## Quelle
- Kultura polska - Stanislaw Kazuro

| Personendaten    | Personendaten        |
| ---------------- | -------------------- |
| NAME             | Kazuro, Stanisław    |
| KURZBESCHREIBUNG | polnischer Komponist |
| GEBURTSDATUM     | 1. August 1881       |
| GEBURTSORT       | Teklinapol           |
| STERBEDATUM      | 30. November 1961    |
| STERBEORT        | Warschau             |